# リミックス (芸能プロダクション)
有限会社リミックス（英文社名；REMIX.CO., LTD）は、東京都品川区に本社を置く日本の芸能プロダクション、モデルエージェンシー。

## 概要
外国人タレントおよびハーフ・クォーターのタレントが、キッズも含め800名以上在籍（登録）している芸能プロダクション。日本人タレントも40名以上所属している。

## 主な所属タレント
※2017年現在
- ダンテ・カーヴァー
- 副島淳
- イアン・ムーア
- サラ・マクドナルド
- ブラダ（恥じらいレスキューJPN）
- サブリナ（恥じらいレスキューJPN）
- ゼガ
- ドン・ジョンソン
- カイル・カード
- アレックス J.D
- ロバート・ボールドウィン
- シモネ
- 坂本三成
- 徳川美妃
- モーゼス夢
- ラバンス
- ジョシュア・ヌワエメ
- マリー・クラウゼ

### アーティスト
- Genez
- Jay（Jerold Jesus Vergara）

## かつて所属していたタレント
- マリア・テレサ・ガウ
- 矢野デイビット
- マイケル・マカティア
- 井前美加
- カティ
- ジリ・ヴァンソン
- 成田志織
- ファビ
- 笠原竜司
- 前田宏行